# Бережанська районна державна адміністрація
Бережанська районна державна адміністрація (Бережанська РДА) — орган виконавчої влади в Бережанському районі Тернопільської області України.

## Структура апарату
- Керівництво
- Відділ організаційної роботи, інформаційної діяльності та зв’язків з громадськістю
- Загальний відділ
- Відділ управління персоналом, правового забезпечення, взаємодії з правоохоронними органами, оборонної та мобілізаційної роботи
- Відділ фінансово-господарського забезпечення
- Відділ ведення Державного реєстру виборців

## Особи

### Очільники
Представники Президента України:
|  | Прізвище, ім'я, по батькові | Термін повноважень |
|  | --------------------------- | ------------------ |
|  | 1.                          |                    |

Голови райдержадміністрації:
|  | Прізвище, ім'я, по батькові         | Термін повноважень               |
|  | ----------------------------------- | -------------------------------- |
|  | 1. Ярослав Михайлович Тринька       | ? — 16 грудня 2013               |
|  | 2. Юрій Йосипович Пудлик            | 26 грудня 2013 — 22 березня 2014 |
|  | 3. Василь Михайлович Калинюк        | 4 квітня 2014 — 28 квітня 2015   |
|  | 4. Володимир Михайлович Петровський | 28 квітня 2015 — 1 грудня 2017   |
|  | 5. Ігор Миронович Гринкевич         | 26 лютого 2018 — 11 липня 2019   |
|  | 6. Олег Мирославович Захарків       | 14 квітня 2020 — 26 лютого 2021  |

### Заступники
- Віктор Зінчук —перший заступник,
- Ігор Гриневич — заступник,
- Марія Думанська — керівник апарату